# Antifederalismo

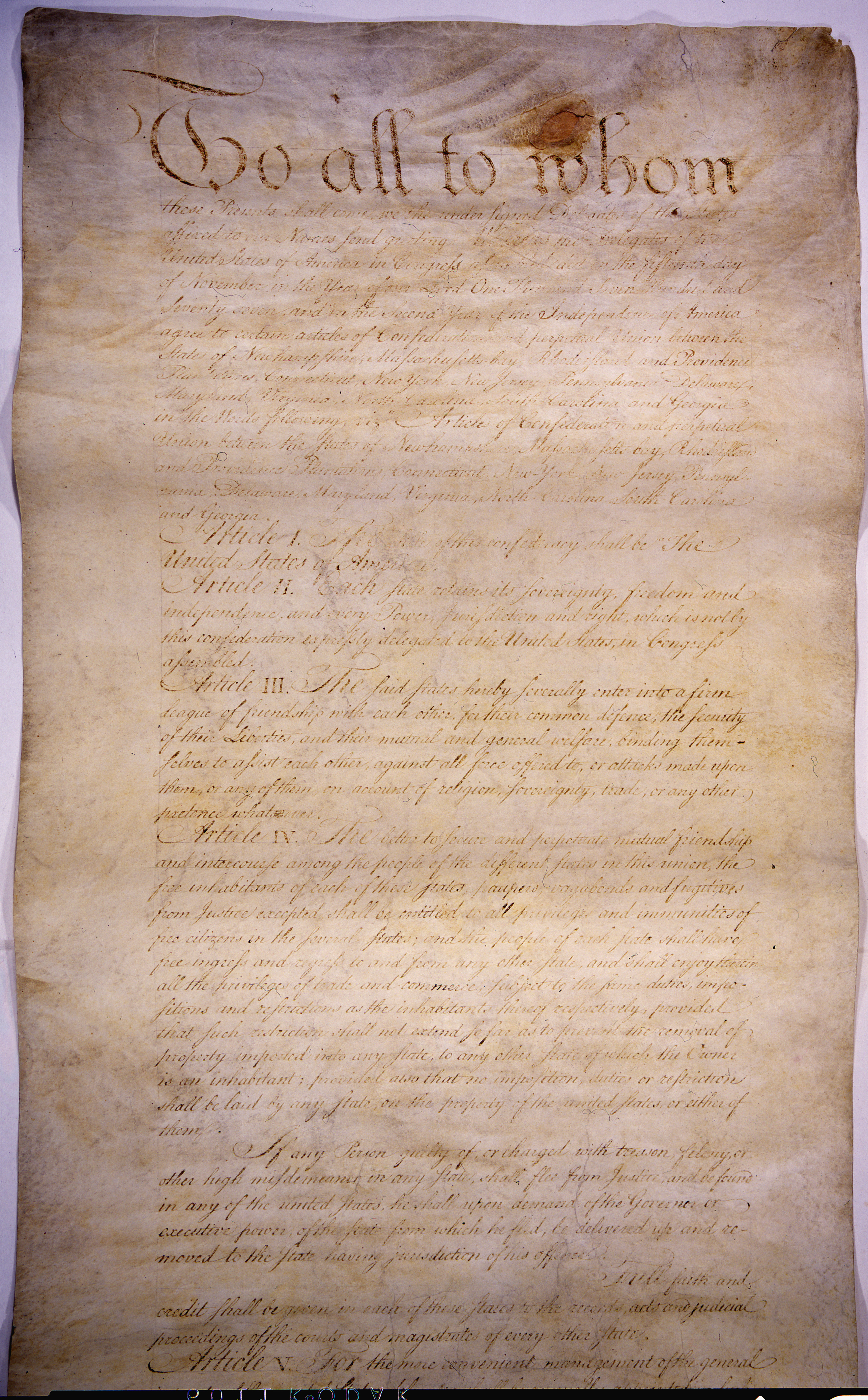
Articles of Confederation è il documento che precede la Costituzione Americana ed è ispirato ai principi antifederalisti

L'Antifederalismo fu un movimento politico di fine Settecento che si oppose alla creazione di un governo federale degli Stati Uniti più forte e successivamente si oppose alla ratifica della Costituzione del 1787. La precedente costituzione, chiamata Articoli della Confederazione e Perpetua Unione, concedeva maggiore autorità ai governi statali. Guidati da Patrick Henry della Virginia, gli antifederalisti temevano, tra le altre cose, che la carica di presidente, all'epoca una novità, potesse evolversi in una monarchia. Sebbene la Costituzione sia stata ratificata e abbia sostituito gli Articoli della Confederazione, l'influenza antifederalista contribuì all'approvazione della Carta dei Diritti degli Stati Uniti d'America.

## Origine del nome
Il termine "Antifederalisti" è improprio. Fu imposto al movimento dai loro oppositori, i Federalisti, con l'intento di etichettarli come uomini che "si opponevano alle stesse idee politiche che abbracciavano". Secondo la storica Carol Berkin:

## Credo politico
Segue una lista dei principali temi politici in cui credevano:
- Ritenevano che la Costituzione necessitasse di una Carta dei Diritti[4]
- Temevano che la Costituzione creasse una presidenza così potente da trasformarsi in una monarchia[4]
- Credevano che la Costituzione non garantisse sufficienti diritti in tribunale (ad esempio, nessuna garanzia di giuria nei casi civili, né che le giurie dei casi penali fossero locali) e avrebbe creato un sistema giudiziario fuori controllo[5]
- A loro avviso, il governo nazionale sarebbe stato troppo lontano dal popolo e quindi insensibile alle esigenze delle località[4]
- Temevano che la Costituzione potesse abrogare, almeno in parte, il potere degli stati[4]
- Ritenevano che i poteri di tassazione del governo federale concessi dalla Costituzione potessero essere utilizzati per sfruttare i cittadini e indebolire il potere degli stati[4]